# Campeonato Paulista 2015
El Campeonato Paulista de Fútbol 2015 fue la 114ª edición del principal campeonato de clubes de fútbol del estado de São Paulo (Brasil). El torneo fue organizado por la Federación Paulista de Fútbol (FPF) y se extendió  desde el 21 de enero de 2015 hasta el 3 de mayo. Concedió tres vacantes para la Copa do Brasil de 2016 y dos cupos para el Campeonato Brasileño de Serie D para clubes no pertenecientes a la Serie A, Serie B o Serie C del Brasileirão.

## Forma de disputa
El Paulistão se disputa entre 20 clubes, divididos en cuatro grupos de cinco equipos cada uno. Los equipos de un grupo enfrentan a los clubes de los otros grupos. En total, cada participante disputa 15 partidos en la primera fase. Los dos primeros clasificados de cada grupo avanzan a cuartos de final, que se disputan en partido único en casa del club con mejor campaña de la primera fase. Las semifinales también son disputadas en partido único. La final se disputa en juegos de ida y vuelta.

## Equipos participantes

### Ascensos y descensos
| Pos. | Descendidos en la temporada 2014 |
| ---- | -------------------------------- |
| 17.º | Comercial Ribeirão Preto         |
| 18.º | Oeste                            |
| 19.º | Atlético Sorocaba                |
| 20.º | Paulista Jundiaí                 |

| Pos. | Ascendidos de la Serie A-2. |
| ---- | --------------------------- |
| 1.º  | Capivariano                 |
| 2.º  | Red Bull Brasil             |
| 3.º  | São Bento                   |
| 4.º  | Marília                     |

### Participantes 2015
| Equipo           | Ciudad                | Estadio                 | Capacidad |
| ---------------- | --------------------- | ----------------------- | --------- |
| Audax            | Osasco                | Nicolau Alayon          | 10.117    |
| Botafogo         | Ribeirão Preto        | Santa Cruz              | 29.292    |
| Bragantino       | Bragança Paulista     | Nabi Abi Chedid         | 17.128    |
| Capivariano      | Capivari              | Arena Capivari          | 19.000    |
| Corinthians      | São Paulo             | Arena Corinthians       | 40.199    |
| Ituano           | Itu                   | Novelli Júnior          | 18.560    |
| Linense          | Lins                  | Gilberto Siqueira Lopes | 15.770    |
| Marília          | Marília               | Bento de Abreu          | 19.800    |
| Mogi Mirim       | Mogi Mirim            | Vail Chaves             | 19.900    |
| Palmeiras        | São Paulo             | Allianz Parque          | 40.199    |
| Penapolense      | Penápolis             | Tenente Carriço         | 10.679    |
| Ponte Preta      | Campinas              | Moisés Lucarelli        | 19.728    |
| Portuguesa       | São Paulo             | Canindé                 | 21.004    |
| Red Bull Brasil  | Campinas              | Moisés Lucarelli        | 17.728    |
| Rio Claro        | Rio Claro             | Augusto Schmidt Filho   | 6.284     |
| Santos FC        | Santos                | Vila Belmiro            | 16.798    |
| São Bernardo     | São Bernardo do Campo | Primeiro de Maio        | 15.789    |
| São Bento        | Sorocaba              | Walter Ribeiro          | 13.722    |
| São Paulo FC     | São Paulo             | Morumbi                 | 67.428    |
| XV de Piracicaba | Piracicaba            | Barão de Serra Negra    | 18.000    |

## Primera fase

### Grupo A
| Pos | Equipo          | Pts | PJ | PG | PE | PP | GF | GC | Dif |
| --- | --------------- | --- | -- | -- | -- | -- | -- | -- | --- |
| 1   | São Paulo       | 32  | 15 | 10 | 2  | 3  | 30 | 10 | 20  |
| 2   | Red Bull Brasil | 24  | 15 | 7  | 3  | 5  | 20 | 19 | 1   |
| 3   | Mogi Mirim      | 20  | 15 | 5  | 5  | 5  | 17 | 20 | -3  |
| 4   | Ituano          | 20  | 15 | 4  | 8  | 3  | 12 | 13 | -1  |
| 5   | São Bernardo    | 18  | 15 | 5  | 3  | 7  | 13 | 13 | 0   |

### Grupo B
| Pos | Equipo      | Pts | PJ | PG | PE | PP | GF | GC | Dif |
| --- | ----------- | --- | -- | -- | -- | -- | -- | -- | --- |
| 1   | Corinthians | 37  | 15 | 11 | 4  | 0  | 28 | 10 | 18  |
| 2   | Ponte Preta | 28  | 15 | 8  | 3  | 4  | 22 | 17 | 5   |
| 3   | Audax       | 22  | 15 | 6  | 4  | 5  | 23 | 19 | 4   |
| 4   | São Bento   | 21  | 15 | 4  | 9  | 2  | 17 | 13 | 4   |
| 5   | Rio Claro   | 16  | 15 | 4  | 4  | 7  | 11 | 16 | -5  |

### Grupo C
| Pos | Equipo                  | Pts | PJ | PG | PE | PP | GF | GC | Dif |
| --- | ----------------------- | --- | -- | -- | -- | -- | -- | -- | --- |
| 1   | Palmeiras               | 31  | 15 | 10 | 1  | 4  | 23 | 10 | 13  |
| 2   | Botafogo Ribeirão Preto | 22  | 15 | 6  | 4  | 5  | 16 | 14 | 2   |
| 3   | Linense                 | 16  | 15 | 4  | 3  | 8  | 13 | 25 | -12 |
| 4   | Portuguesa              | 13  | 15 | 2  | 7  | 6  | 13 | 22 | -9  |
| 5   | Marília                 | 2   | 15 | 0  | 2  | 13 | 6  | 35 | -29 |

### Grupo D
| Pos | Equipo           | Pts | PJ | PG | PE | PP | GF | GC | Dif |
| --- | ---------------- | --- | -- | -- | -- | -- | -- | -- | --- |
| 1   | Santos           | 35  | 15 | 10 | 4  | 1  | 29 | 12 | 17  |
| 2   | XV de Piracicaba | 18  | 15 | 5  | 3  | 9  | 17 | 20 | -3  |
| 3   | Capivariano      | 16  | 15 | 4  | 4  | 7  | 20 | 23 | -3  |
| 4   | Penapolense      | 15  | 15 | 4  | 3  | 8  | 17 | 22 | -5  |
| 5   | Bragantino       | 7   | 15 | 2  | 1  | 12 | 8  | 22 | -14 |

## Fase Final
|  | Cuartos de final        | Cuartos de final |             |       | Semifinales | Semifinales |  |  | Final                   | Final                   | Final                   |
|  | 11 de abril             | 11 de abril      |             |       | 19 de abril | 19 de abril |  |  | 26 de abril y 3 de mayo | 26 de abril y 3 de mayo | 26 de abril y 3 de mayo |
|  |                         |                  |             |       |             |             |  |  |                         |                         |                         |
|  |                         |                  |             |       |             |             |  |  |                         |                         |                         |
|  |                         |                  |             |       |             |             |  |  |                         |                         |                         |
|  | Corinthians             | 1                |             |       |             |             |  |  |                         |                         |                         |
|  | Corinthians             | 1                |             |       |             |             |  |  |                         |                         |                         |
|  | Ponte Preta             | 0                |             |       |             |             |  |  |                         |                         |                         |
|  | Ponte Preta             | 0                | Corinthians | 2 (5) |             |             |  |  |                         |                         |                         |
|  |                         |                  | Corinthians | 2 (5) |             |             |  |  |                         |                         |                         |
|  |                         | Palmeiras        | 2 (6)       |       |             |             |  |  |                         |                         |                         |
|  | Palmeiras               | Palmeiras        | 2 (6)       | 1     |             |             |  |  |                         |                         |                         |
|  | Palmeiras               |                  |             | 1     |             |             |  |  |                         |                         |                         |
|  | Botafogo Ribeirão Preto | 0                |             |       |             |             |  |  |                         |                         |                         |
|  | Botafogo Ribeirão Preto | 0                | Palmeiras   | 1     | 1 (2)       |             |  |  |                         |                         |                         |
|  |                         |                  | Palmeiras   | 1     | 1 (2)       |             |  |  |                         |                         |                         |
|  |                         | Santos           | 0           | 2 (4) |             |             |  |  |                         |                         |                         |
|  | Santos                  | Santos           | 0           | 2 (4) | 3           |             |  |  |                         |                         |                         |
|  | Santos                  |                  |             |       |             |             |  |  |                         |                         |                         |
|  | XV de Piracicaba        | 0                |             |       |             |             |  |  |                         |                         |                         |
|  | XV de Piracicaba        | 0                | Santos      | 2     |             |             |  |  |                         |                         |                         |
|  |                         |                  | Santos      | 2     |             |             |  |  |                         |                         |                         |
|  |                         | São Paulo        | 1           |       |             |             |  |  |                         |                         |                         |
|  | São Paulo               | São Paulo        | 1           | 3     |             |             |  |  |                         |                         |                         |
|  | São Paulo               |                  |             | 3     |             |             |  |  |                         |                         |                         |
|  | Red Bull Brasil         | 0                |             |       |             |             |  |  |                         |                         |                         |
|  | Red Bull Brasil         | 0                |             |       |             |             |  |  |                         |                         |                         |

### Cuartos de final
| 11 de abril de 2015, 19:00 | Corinthians        | 1:0     | Ponte Preta | Arena Corinthians, São Paulo,                                         |                                                                       |
|                            | Renato Augusto 56' | Reporte |             | Asistencia: 32.438 espectadores Árbitro(s): Flavio Rodrigues De Souza | Asistencia: 32.438 espectadores Árbitro(s): Flavio Rodrigues De Souza |

| 11 de abril de 2015, 21:20 | São Paulo                                         | 3:0     | Red Bull Brasil | Estadio Morumbi, São Paulo,                                                    |                                                                                |
|                            | Rogério Ceni 44' · Alexandre Pato 51' · Ganso 63' | Reporte |                 | Asistencia: 18.221 espectadores Árbitro(s): Marcelo Aparecido Ribeiro De Souza | Asistencia: 18.221 espectadores Árbitro(s): Marcelo Aparecido Ribeiro De Souza |

| 12 de abril de 2015 | Palmeiras           | 1:0     | Botafogo Ribeirão Preto | Allianz Parque, São Paulo,                                  |                                                             |
|                     | Leandro Pereira 32' | Reporte |                         | Asistencia: 35.437 espectadores Árbitro(s): Marcelo Rogério | Asistencia: 35.437 espectadores Árbitro(s): Marcelo Rogério |

| 12 de abril de 2015 | Santos                                                            | 3:0     | XV de Piracicaba | Estadio Vila Belmiro, Santos,                                         |                                                                       |
|                     | Robinho 17' (pen.) · Ricardo Oliveira 80' (pen.) · Lucas Lima 89' | Reporte |                  | Asistencia: 11.260 espectadores Árbitro(s): Guilherme Ceretta de Lima | Asistencia: 11.260 espectadores Árbitro(s): Guilherme Ceretta de Lima |

### Semifinales
| 19 de abril de 2015 | Corinthians              | 2:2 (5-6 pen.) | Palmeiras                             | Arena Corinthians, São Paulo,                                     |                                                                   |
|                     | Danilo 34' · Mendoza 44' | Reporte        | 14' Victor Ramos · 74' Rafael Marques | Asistencia: 38,457 espectadores Árbitro(s): Thiago Duarte Peixoto | Asistencia: 38,457 espectadores Árbitro(s): Thiago Duarte Peixoto |

| 19 de abril de 2015 | Santos                              | 2:1     | São Paulo        | Estadio Vila Belmiro, Santos,                             |                                                           |
|                     | Geuvânio 36' · Ricardo Oliveira 76' | Reporte | 87' Luís Fabiano | Asistencia: 13,459 espectadores Árbitro(s): Raphael Claus | Asistencia: 13,459 espectadores Árbitro(s): Raphael Claus |

### Final
| 26 de abril de 2015 | Palmeiras           | 1:0     | Santos | Allianz Parque, São Paulo,                                  |                                                             |
|                     | Leandro Pereira 29' | Reporte |        | Asistencia: 39,479 espectadores Árbitro(s): Vinicius Furlan | Asistencia: 39,479 espectadores Árbitro(s): Vinicius Furlan |

| 3 de mayo de 2015 | Santos                                | 2:1 (4-2 pen.) | Palmeiras         | Estadio Vila Belmiro, Santos,                                         |                                                                       |
|                   | David Braz 29' · Ricardo Oliveira 43' | Reporte        | 64' Lucas Marques | Asistencia: 14,662 espectadores Árbitro(s): Guilherme Ceretta de Lima | Asistencia: 14,662 espectadores Árbitro(s): Guilherme Ceretta de Lima |

- Santos FC campeón paulista 2015.

## Clasificación general
| Pos | Equipo                    | Pts | PJ | PG | PE | PP | GF | GC | Dif |
| --- | ------------------------- | --- | -- | -- | -- | -- | -- | -- | --- |
| 1   | Santos                    | 43  | 19 | 13 | 4  | 2  | 36 | 15 | +21 |
| 2   | Palmeiras                 | 38  | 19 | 12 | 2  | 5  | 28 | 14 | +14 |
| 3   | Corinthians               | 41  | 17 | 12 | 5  | 0  | 31 | 12 | +19 |
| 4   | São Paulo                 | 35  | 17 | 11 | 2  | 4  | 34 | 12 | +22 |
| 5   | Ponte Preta               | 27  | 16 | 8  | 3  | 5  | 22 | 18 | +4  |
| 6   | Red Bull Brasil           | 24  | 16 | 7  | 3  | 6  | 20 | 22 | -2  |
| 7   | Botafogo (Ribeirão Preto) | 22  | 16 | 6  | 4  | 5  | 16 | 15 | +1  |
| 8   | XV de Piracicaba          | 18  | 16 | 5  | 3  | 9  | 17 | 23 | -6  |
| 9   | Audax-SP                  | 22  | 15 | 6  | 4  | 5  | 23 | 19 | 4   |
| 10  | São Bento-SP              | 21  | 15 | 4  | 9  | 2  | 17 | 13 | 4   |
| 11  | Mogi Mirim                | 20  | 15 | 5  | 5  | 5  | 17 | 20 | -3  |
| 12  | Ituano                    | 20  | 15 | 4  | 8  | 4  | 12 | 13 | -1  |
| 13  | São Bernardo              | 18  | 15 | 5  | 3  | 7  | 13 | 13 | 0   |
| 14  | Capivariano               | 16  | 15 | 4  | 4  | 7  | 20 | 23 | -3  |
| 15  | Rio Claro                 | 16  | 15 | 4  | 4  | 7  | 11 | 16 | -5  |
| 16  | Linense                   | 16  | 15 | 4  | 4  | 7  | 13 | 25 | -12 |
| 17  | Penapolense               | 15  | 15 | 4  | 3  | 8  | 17 | 22 | -5  |
| 18  | Portuguesa                | 13  | 15 | 2  | 7  | 6  | 13 | 22 | -9  |
| 19  | Bragantino                | 7   | 15 | 2  | 1  | 12 | 8  | 22 | -14 |
| 20  | Marília                   | 2   | 15 | 0  | 2  | 13 | 6  | 35 | -29 |

* Leyenda: PJ: Partidos jugados; PG: Partidos ganados; PE: Partidos empatados; PP: Partidos perdidos; GF: Goles a favor; GC: Goles en contra; Dif: Diferencia de goles; Pts: Puntos.
     Clasificados a la final y a la Copa de Brasil 2016.

     Eliminados en semifinales

     Eliminados en cuartos de final

     Descendidos a Serie A2 2016.
Fuente:

## Máximos goleadores
- actualizado: 19 de abril de 2015.

| Pos. | Jugador          | Club             | Goles |
| ---- | ---------------- | ---------------- | ----- |
| 1    | Ricardo Oliveira | Santos           | 11    |
| 2    | Crislan          | Penapolense      | 9     |
| 3    | Alexandre Pato   | São Paulo        | 8     |
| 3    | Rafael Longuine  | Audax            | 8     |
| 4    | Alan Kardec      | São Paulo        | 7     |
| 4    | Edmilson         | Red Bull Brasil  | 7     |
| 4    | Paulinho         | XV de Piracicaba | 7     |
| 5    | Biro-Biro        | Ponte Preta      | 6     |
| 5    | Paolo Guerrero   | Corinthians      | 6     |
| 5    | Rafael Marques   | Palmeiras        | 6     |